# Корнет (музыкальный инструмент)
Корне́т (фр. cornet — рожок) — медный духовой музыкальный инструмент верхнего (сопранового) регистра. В основном используется как ведущий инструмент духового оркестра.
В отличие от аналогичного по выполняемой функции инструмента — трубы, корнет обладает более сдержанным, не таким пронзительным и мощным звучанием, хорошо сочетающимся с мягкозвучащими широкомензурными инструментами духового оркестра (альтами, тенорами, баритонами, тубами), и достигаемым за счёт большего количества изгибов трубки корнета. Дополнительная мягкость звучания корнета может достигаться за счёт использования мундштука с более глубокой чашкой, по сравнению с обычно используемыми мундштуками для трубы (корнетовый мундштук схож с трубным, но отличается от него меньшим диаметром ножки).
В симфоническом оркестре корнет не занял прочного положения. Встречающиеся в некоторых симфонических произведениях партии корнета как правило исполняются на трубе.
В России корнет заменяется трубой даже в духовом оркестре, в то время как в духовых оркестрах британского типа в качестве инструментов сопранового регистра используются только корнеты в строе B (си-бемоль), а также корнет с более высоким строем Eb (ми-бемоль) и флюгельгорн.
Натуральный звукоряд корнета в строе B по звучанию:
В нотации (транспонирующий инструмент):

## История
Существенный вклад в развитие корнета внёс Сигизмунд Штёльцель, инструмент которого был впервые продемонстрирован в 1830 году в Париже.
В XIX веке корнеты часто вводились в оркестр наряду с трубами. Несмотря на то, что трубы уже были хроматическими инструментами, композиторы редко доверяли им сольные и виртуозные эпизоды. Считалось, что корнет обладает бо́льшими виртуозными возможностями и более мягким тембром, чем труба. С другой стороны нежность тембра у него присутствует только в первой октаве. В низком регистре его тембр мрачный и зловещий (похож на тембр английского рожка с примесью низкого кларнета), нижние ноты на нем легче, чем на трубе. Во второй октаве его тембр становится все более крикливым, наглым с оттенками фанфаронства. Корнеты использовались в оркестровых сочинениях Берлиоза (симфония «Гарольд в Италии»), где использованы его зловеще звучащие крайние регистры, Бизе (музыка к драме «Арлезианка»), Чайковского (Итальянское каприччио, «Франческа да Римини», где его тембр подражает завываниям адских вихрей). Один из самых знаменитых сольных номеров корнета — Неаполитанский танец из балета Чайковского «Лебединое озеро» теперь играется на флюгельгорне, если есть желание подчеркнуть нежность, или на простой трубе, если нужно подчеркнуть блеск.
Во второй половине XIX века корнет пользовался большой популярностью. В 1869 году класс корнета был открыт в Парижской консерватории, основателем и первым его профессором был знаменитый корнетист-виртуоз Жан-Батист Арбан.
В XX веке улучшение конструкции труб и совершенствование мастерства трубачей практически свели на нет проблему беглости и тембра, и корнеты исчезли из оркестра. В наше время оркестровые партии корнетов исполняются, как правило, на трубах, хотя иногда используется и оригинальный инструмент.
Одни из самых известные классические соло на корнете — это «Неаполитанский танец» из 3-го действия балета «Лебединое озеро» П. И. Чайковского и «Танец балерины» из балета «Петрушка» И. Ф. Стравинского.
Корнет использовался в танцевальных и джазовых ансамблях, пока не уступил место более популярной трубе. Знаменитыми джазовыми корнетистами были Луи Армстронг и Кинг Оливер.
Выдающиеся исполнители на корнете:
- Арбан Ж.Б. (1825—1889) — автор «Полной школы для корнет-а-пистона и саксгорна», изданной в 1864 году.
- Вурм В.В. (1826—1904) — автор «Школы для корнета с пистонами», изданной в 1929 году.
- Гордон А.Б. (1867—1942) — автор этюдов. Ученик В.В. Вурма.
- Адамов М.П. (1874—1946).
- Кларк Г. Л. (1867—1945) — основатель американской школы корнета.